# واين س. بوث
واين س. بوث (بالإنجليزية: Wayne C. Booth)‏ هو صحفي وكاتب أمريكي، ولد في 22 فبراير 1921 في أمريكان فورك في الولايات المتحدة، وتوفي في 10 أكتوبر 2005 في شيكاغو في الولايات المتحدة.

## وصلات خارجية
- الموقع الرسمي
- واين س. بوث على موقع الموسوعة البريطانية (الإنجليزية)
- واين س. بوث على موقع إن إن دي بي (الإنجليزية)